# Плещеницкий сельсовет
Плещеницкий сельсовет (бел. Плешчаніцкі сельсавет) — административная единица в составе Логойского района Минской области Республики Беларусь. Административный центр — городской посёлок Плещеницы.

## География
Плещеницкий сельсовет расположен на северо-востоке Минской области и в центральной части Логойского района в 55 км от областного центра и 25 км от города Логойска. Общая площадь сельсовета составляет 1067,9 га. На территории сельсовета расположено 18 населенных пунктов (городской посёлок Плещеницы и 17 деревень), в которых проживает 8726 человек.

## История
26 августа 2023 года территория городского посёлка Плещеницы включена в состав Плещеницкого сельсовета.

## Состав
Плещеницкий сельсовет включает 18 населённых пунктов:
- Бурые — деревня.
- Вязовщина — деревня.
- Загорье — деревня.
- Задворники — деревня.
- Зады — деревня.
- Замостье — деревня.
- Застенок — деревня.
- Калюга — деревня.
- Комаровка — деревня.
- Лядо — деревня.
- Отрубок — деревня.
- Плещеницы — городской посёлок
- Прилепцы — деревня.
- Рудня — деревня.
- Русаки — деревня.
- Слобода — деревня.
- Соколы — деревня.
- Юльяново — деревня.

## Экономика
На территории сельсовета расположены:
- РУСПП "Птицефабрика «Победа»"
- ДУП «Автопарк № 12»
- ОАО «Плещеницлес»
- ПРУП «Кобальт»
- Филиал КУП «Минскоблдорстрой» ДРСУ-165
- Участки от предприятий г. Логойска, г. Минска
  - ОАО « Минсксельстрой» (Минск)
  - ОАО «Мастра» (Минск)
  - РУП «Логойский комхоз» (Логойск)
  - РУЭС (Логойск)
  - ДЭУ-67 (Логойск)
  - Участок почтовой связи (Логойск)
  - Участок РЭС (Логойск)
  - Участок автобазы РПС (Логойск)
  - Участок завода «Вторчермед» (Минск)
  - Участок Логойского коопзаготпрома
  - Участок Логойского лесхоза
  - Участок РКБО (Логойск)
- Коммерческие предприятия
  - СП «Профитсистем»
  - СП «Бокемин»
  - ПП «Максим»
  - ИП «БелБалтФорест»
  - ПК «Агротех»;
  - ООО «Спецтехностиль»
  - ООО «Бифориум»
  - ООО «Рокланд»
  - ЧУП «Живой Мир»;
  - ЗАО «Геновкер и Тишук»
  - УП «Канпласт»
  - ЧУП «Полиграфкомпонеит»
  - СООО «Имант и Партнеры»
  - КФК «Сытница»
  - КФК «Агро Роема»
  - ЧУП «Лесной Дом»
  - УПП "Крона
  - ИП «Природа ЛТД»
  - КФК «Белоус А. Д.»

## Социальная сфера
- Учреждения культуры, образования, здравоохранения:
  - ГУО "Плещеницкая средняя общеобразовательная школа № 1
  - ГУО "Плещеницкая средняя общеобразовательная школа № 2
  - ГУО «Плещеницкий сад-ясли № 1»
  - ГУО «Плещеницкий сад-ясли № 2»
  - ГУО «Плещеницкий сад-ясли № 4»
  - ГУО «Плещеницкий сад-ясли № 5»
- Дом детского творчества
- Филиал Смолевичского ПТУ № 204 с/х производства
- ДЮСШ ОФП
- УО «Плещеницкое государственное областное училище олимпийского резерва»
- Горпоселковый Дом культуры
- Дом культуры филиала ПТУ № 204
- Комаровский сельский клуб
- Школа искусств
- Городская библиотека
- Детская библиотека
- Учреждения здравоохранения
  - Комаровская сельская библиотека
  - Юльяновская сельская библиотека
  - Плещеницкая 2-я районная больница
  - Комаровский ФАП
  - Аптека № 26
  - Ветлечебница

Торговое обслуживание населения осуществляют 30 магазинов, 3 кафе, 1 столовая, 4 автомагазина.

## Религия

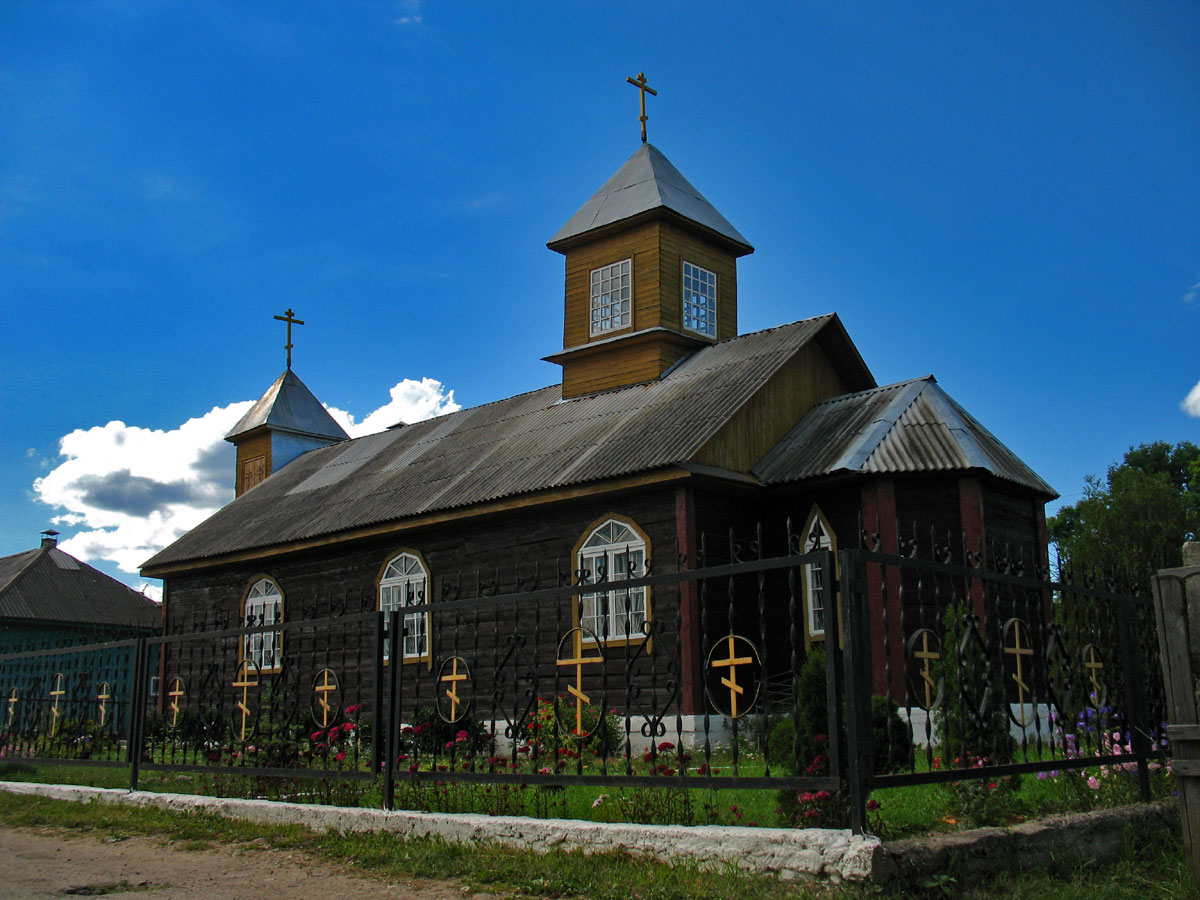
Церковь в Плещеницах

На территории сельсовета зарегистрированы и действуют культовые учреждения:
- Православный приход Свято-Петро-Павловской церкви
- Церковь Христиан Веры Евангельской
- Римско-католический приход «Святой Анны»